# Kasania arundinalis
Kasania arundinalis ist ein Schmetterling aus der Familie der Crambidae. Die Art ist die einzige der Gattung Kasania.

## Merkmale

### Gattungsmerkmale
Bei den Faltern sind Ocellen vorhanden, sie sind aber sehr klein. Die Fühler sind fadenförmig und bei den Männchen kurz bewimpert. Die Maxillarpalpen sind klein und haben ein spitz zulaufendes Endglied. Der Saugrüssel ist filigran und aufgerollt. Die Labialpalpen sind gebogen. Der äußere apikale Sporn der mittleren Tibien ist bei beiden Geschlechtern nur halb so lang wie der innere. Eine Epiphyse ist vorhanden. Die Ader R2 entspringt direkt an der Zelle, die Adern R3 und R4 sind gestielt. M1 entspringt medial zwischen R5 und M2, CuP fehlt. Auf dem Hinterflügel liegt die Ader M1 frei und ist nur durch eine Querader mit dem Stiel von Sc + R1 und RS verbunden. Bei den Weibchen besteht das Frenulum aus drei Borsten.
Die Genitalarmatur der Männchen besitzt einen kurzen Uncus, der basal stark verbreitert ist und einen kurzen Gnathos. Der Aedeagus ist kurz und dick und mit einem kräftigen, gebogenen Cornutus versehen. Die Weibchen haben einen kurzen Oviscapter. Der Ductus bursae ist breit und besitzt kein Colliculum, stattdessen ist ein knotiger Fortsatz ausgebildet. Auf dem Corpus bursae befindet sich kein Signum.

### Artmerkmale
Die Falter erreichen eine Flügelspannweite von 12 bis 14 Millimeter. Die Zeichnung der Vorderflügel unterscheidet sich deutlich von den anderen Vertretern der Acentropinae. Die Vorderflügel sind gleichmäßig schwarzbraun und besitzen im Mittelfeld zwei deutliche, übereinander liegende längliche Flecke. Bei den Weibchen sind die Flecke nur angedeutet. Ein weiterer weißer Fleck, der bei den Weibchen ebenfalls nur angedeutet ist, befindet sich im Bereich der Submarginallinie. Distad zu diesen beiden Flecken ist am Costalrand eine feine fahle Linie angedeutet. Die Hinterflügel sind gelb und haben ein schwärzliches Mittelfeld und eine ebenso gefärbte Submarginalregion. Der Innenrand ist verdunkelt.
Bei den Männchen sind Uncus und Gnathos kurz und kräftig. Die Valven sind schmal und am Costalrand gekrümmt. Die Juxta ist rechtwinklig und hat abgerundete Ecken. Der Aedeagus ist kräftig, der Bulbus ejaculatoris ist mittig inseriert. Der Cornutus ist groß und gekrümmt. Er ist proximal durch einige sklerotisierte Borsten bedeckt. In der Mulde des Cornutus befindet sich ein stark slerotisierter Bereich.
Die Weibchen haben einen kurzen Oviscapter, die Apophysen sind in Richtung der Cornutusbasis deutlich geweitet. Der Ductus bursae ist kräftig und besitzt einen deutlichen Knoten, bevor er in das Corpus bursae einmündet. Das Corpus bursae ist membranös und besitzt kein Signum.

## Verbreitung
Kasania arundinalis kommt in Polen (Białowieża-Urwald), in Russland (Urschum, Kasan, Krasnoarmeisk (Saratow), Astrachan), und in Kasachstan (Oral am Emba-Fluss) vor.

## Biologie
Die Falter fliegen von Mai bis August. Die Art wurde in Röhrichtsümpfen und Caricetum-Gesellschaften gefunden. Über die Präimaginalstadien ist nichts bekannt.

## Systematik
Aus der Literatur ist das folgende Synonym bekannt:
- Pyrausta arundinalis Eversmann, 1842

## Belege
1. 1 2 3 4 5 6 7 8  Barry Goater, Matthias Nuss, Wolfgang Speidel: Pyraloidea I (Crambidae, Acentropinae, Evergestinae, Heliothelinae, Schoenobiinae, Scopariinae). In: P. Huemer, O. Karsholt, L. Lyneborg (Hrsg.): Microlepidoptera of Europe. 1. Auflage. Band 4. Apollo Books, Stenstrup 2005, ISBN 87-88757-33-1, S. 48 (englisch).
2. ↑  Kasania arundinalis bei Fauna Europaea. Archiviert vom Original im Internet Archive. Abgerufen am 20. Oktober 2012